# نيلس كريستوفر دونير
نيلس كريستوفر دونير (بالسويدية: Nils Dunér)‏ (و. 1839 – 1914 م) هو عالم فلك، وأستاذ جامعي من السويد . وكان عضواً في الأكاديمية الملكية السويدية للعلوم، والأكاديمية البروسية للعلوم .
توفي في ستوكهولم، عن عمر يناهز 75 عاماً.

## التعليم
تعلم في جامعة أوبسالا، وجامعة لوند

## مناصب وهيئات
أدار جامعة لوند، وجامعة أوبسالا.

## روابط خارجية
- نيلس كريستوفر دونير على موقع الموسوعة البريطانية (الإنجليزية)